# Jozef Schoeters
Joseph "Jos" Schoeters (Antuérpia, 12 de maio de 1947 — Lokeren, 1 de maio de 1998) foi um ciclista belga. Representou seu país, Bélgica, na prova de estrada individual nos Jogos Olímpicos de Verão de 1968, embora ele não tenha conseguido completar a corrida.